# Södra Äspet
Södra Äspet este o arie protejată (arie specială de conservare — SAC, sit de importanță comunitară — SCI) din Suedia întinsă pe o suprafață de 57,2 ha, integral pe uscat.

## Localizare
Centrul sitului Södra Äspet este situat la coordonatele 55°53′52″N 14°15′54″E / 55.8977°N 14.2649°E.

## Înființare
Situl Södra Äspet a fost declarat sit de importanță comunitară în ianuarie 1997 pentru a proteja un număr necunoscut de specii din flora spontană și fauna sălbatică aflate în arealul zonei. Situl a fost protejat și ca arie specială de conservare în martie 2011.

## Biodiversitate
Situată în ecoregiunea continentală, aria protejată conține 2 habitate naturale: Dune împădurite din regiunile atlantică, continentală și boreală, Dune mobile de-a lungul țărmului cu Ammophila arenaria („dune albe”).
La baza desemnării sitului se află un număr nedeclarat de specii protejate.